# Куропатники (Тернопольская область)
Куропатники (укр. Куропатники) — село в Бережанской городской общине Тернопольского района Тернопольской области Украины.
До 2020 года входило в Бережанский район.
Код КОАТУУ — 6120482501. Население по переписи 2001 года составляло 978 человек.

## Географическое положение
Село Куропатники находится на берегах реки Ценюв,
выше по течению примыкает сёла Поток (Козовский район) и Бышки (Козовский район),
ниже по течению на расстоянии в 1,5 км расположено село Барановка.
К селу примыкает лесной массив (бук).

## История
- 1445 год — дата основания.

## Объекты социальной сферы
- Школа.
- Дом культуры.
- Фельдшерско-акушерский пункт.